# دانشنامه زنان فرهنگساز ایران و جهان
دانشنامهٔ زنان فرهنگ‌ساز ایران و جهان با عنوان اصلی «زن از کتیبه تا تاریخ»، نخستین دانشنامهٔ زنان است که در ایران چاپ شده‌است. این کتاب زیرنظر پوران فرخزاد نوشته شده‌است و زندگی‌نامهٔ حدود چهارهزار زن را دربردارد. این دانشنامه هم در ایران و هم در خارج از ایران با فروش چشمگیری مواجه شد و نقدهای بسیاری بر آن نوشته شد. فرخزاد چند سال را به گردآوری مطالب آن گذراند و به تنهایی مراحل تکمیل کتاب را انجام داد.
پس از انتشار نخستین دانشنامه، پوران فرخزاد تصمیم گرفت دانشنامه‌ای مختص زنان ایرانی گردآوری کند و با بازبینی کتاب قبلی خود و افزودن مطالب و مداخل بیشتر، دانشنامه کارنمای زنان کارای ایران (از دیروز تا امروز) را منتشر کرد. این کتاب شرح زندگی زنان ایرانی از تاریخ باستان تا افراد زنده فعال در عرصه‌های ادبی، هنری، اجتماعی و سیاسی را دربردارد.